# Parzeńsko
Parzeńsko (deutsch Wollhaus) ist ein Wohnplatz in der Landgemeinde Nowogródek Pomorski (Neuenburg) im Powiat Myśliborski (Soldiner Kreis) der polnischen Woiwodschaft Westpommern.

## Geographische Lage
Die Waldkolonie liegt in der Neumark, etwa 15 Kilometer östlich von Soldin (Myślibórz) am Ostufer des Parenske-Sees, eingebettet in ein Waldgebiet, etwa dreieinhalb Kilometer südlich des Dorfs Karsko (Karzig).

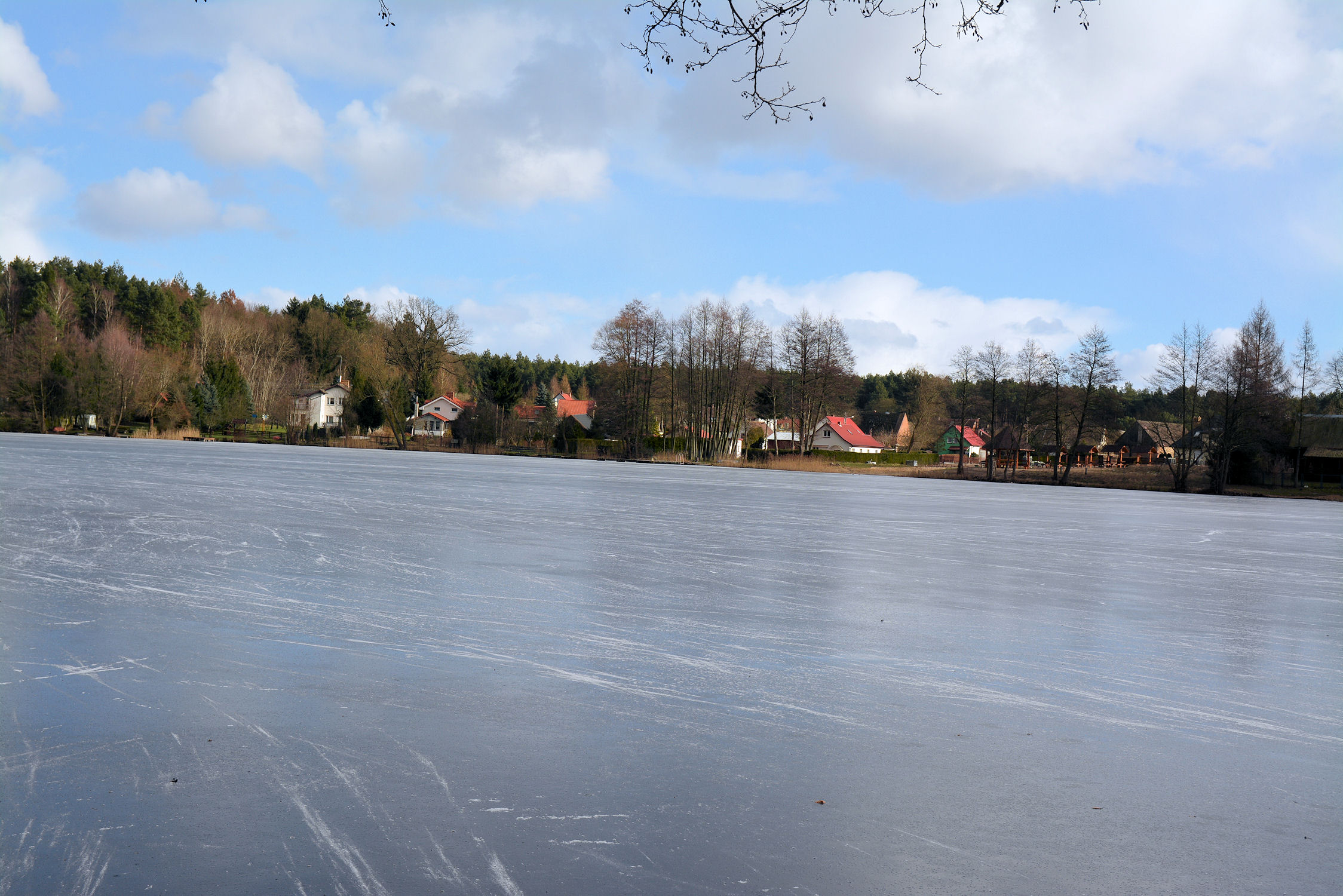
Panorama mit der Waldkolonie am Parenske-See (Aufnahme 2015)

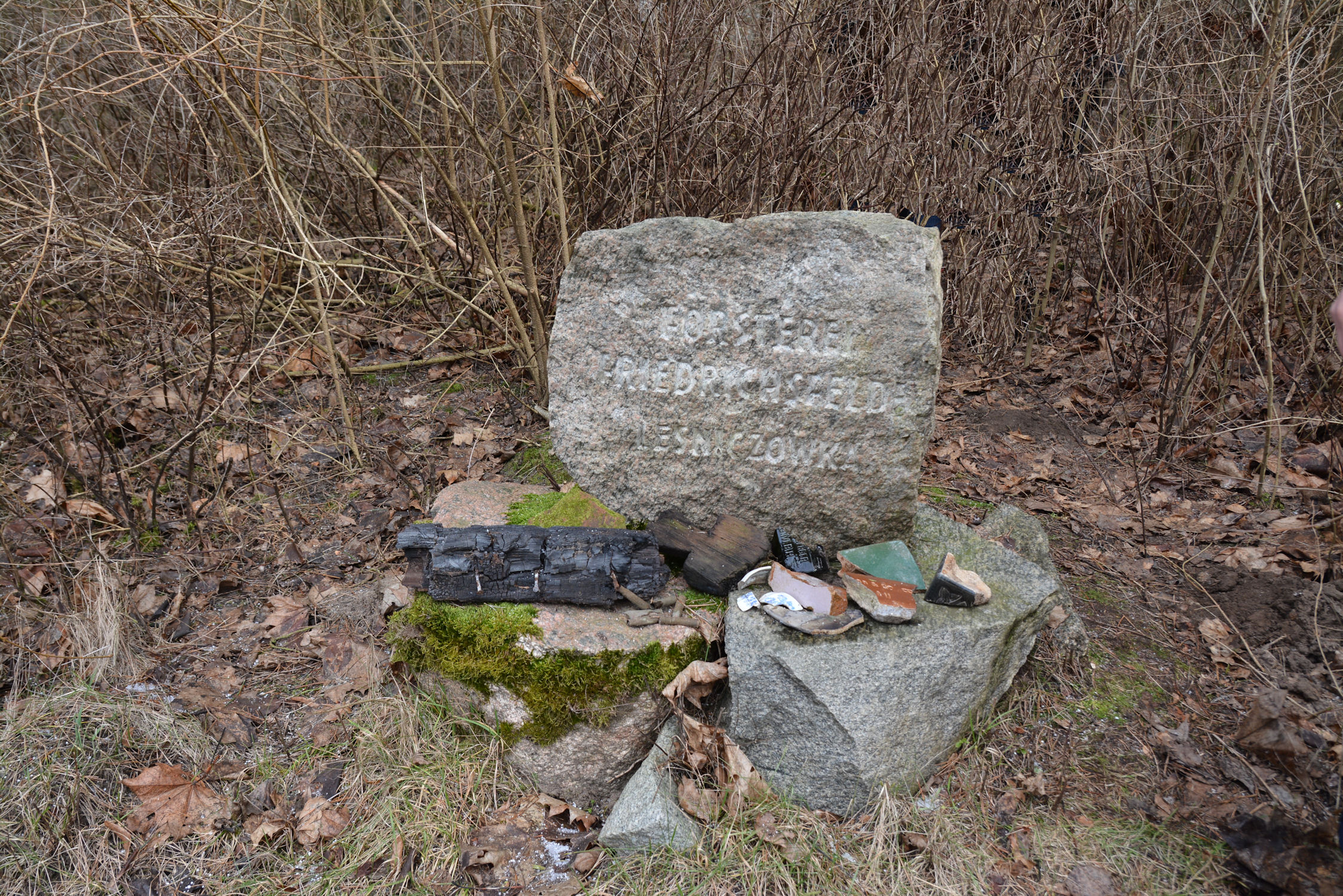
Gedenkstein mit der Aufschrift FÖRSTEREI FRIEDRICHSFELDE (Aufnahme 2015)

## Geschichte
Die Waldkolonie Wollhaus war von alters her von Holzarbeitern bewohnt, die im Auftrag der Domänenverwaltung Karzig im Friedrichsfelder Forst Dienst taten. Am Parenske-See wurde Fischfang betrieben. Ebenfalls zur Domäne Karzig gehörte der viereinhalb Kilometer weiter südöstlich gelegene, etwas kleinere Steg-See. In beiden Gewässern zusammen wurden im 19. Jahrhundert jährlich etwa 1000 Kilogramm Fische und 500 Stück Krebse gefangen.
Im Jahr 1945 gehörte die Waldkolonie Wollhaus zur Landgemeinde Karzig im Landkreis Soldin des Regierungsbezirks Frankfurt der preußischen Provinz Brandenburg des Deutschen Reichs.
Gegen Ende des Zweiten Weltkriegs wurde die Region um Karzig im Frühjahr 1945 von der Roten Aremee besetzt. Im Februar 1945 kam es bei Wollhaus zu einem ungeklärten Massaker, bei dem 21 Menschen erschossen wurden. Die Leichname wurden danach im Parenske-See gefunden.
Im Sommer 1945 wurde die Waldkolonie Wollhaus zusammen mit dem Gebiet der Domäne Karzig von der sowjetischen Besatzungsmacht gemäß dem Potsdamer Abkommen unter die Verwaltung der Volksrepublik Polen gestellt. Danach begann im Kreisgebiet die Zuwanderung von Migranten, die anfänglich vorwiegend aus den von der Sowjetunion beanspruchten Gebieten östlich der Curzon-Linie kamen, der sogenannten Kresy. Für Karzigs Kolonie Wollhaus wurde die polnische Ortsbezeichnung Parzeńsko eingeführt. Die örtliche polnische Verwaltungsbehörde nahm hier bis 1947 die „wilde“ Vertreibung der einheimischen Bevölkerung vor, um sie durch Polen zu ersetzen.

### Demographie
| Jahr | Einwohner | Anmerkungen                                          |
| ---- | --------- | ---------------------------------------------------- |
| 1918 | 042       | in sechs königlichen Feuerstellen (Siedlungshäusern) |
| 1840 | 069       | in zehn Wohngebäuden                                 |
| 1852 | 084       | [ 6 ] [ 7 ]                                          |
| 1857 | 128       | in zwölf Häusern                                     |

| Jahr | Einwohner | Anmerkungen |
| ---- | --------- | ----------- |
| 2020 | ca. ?     |             |

## Kirche

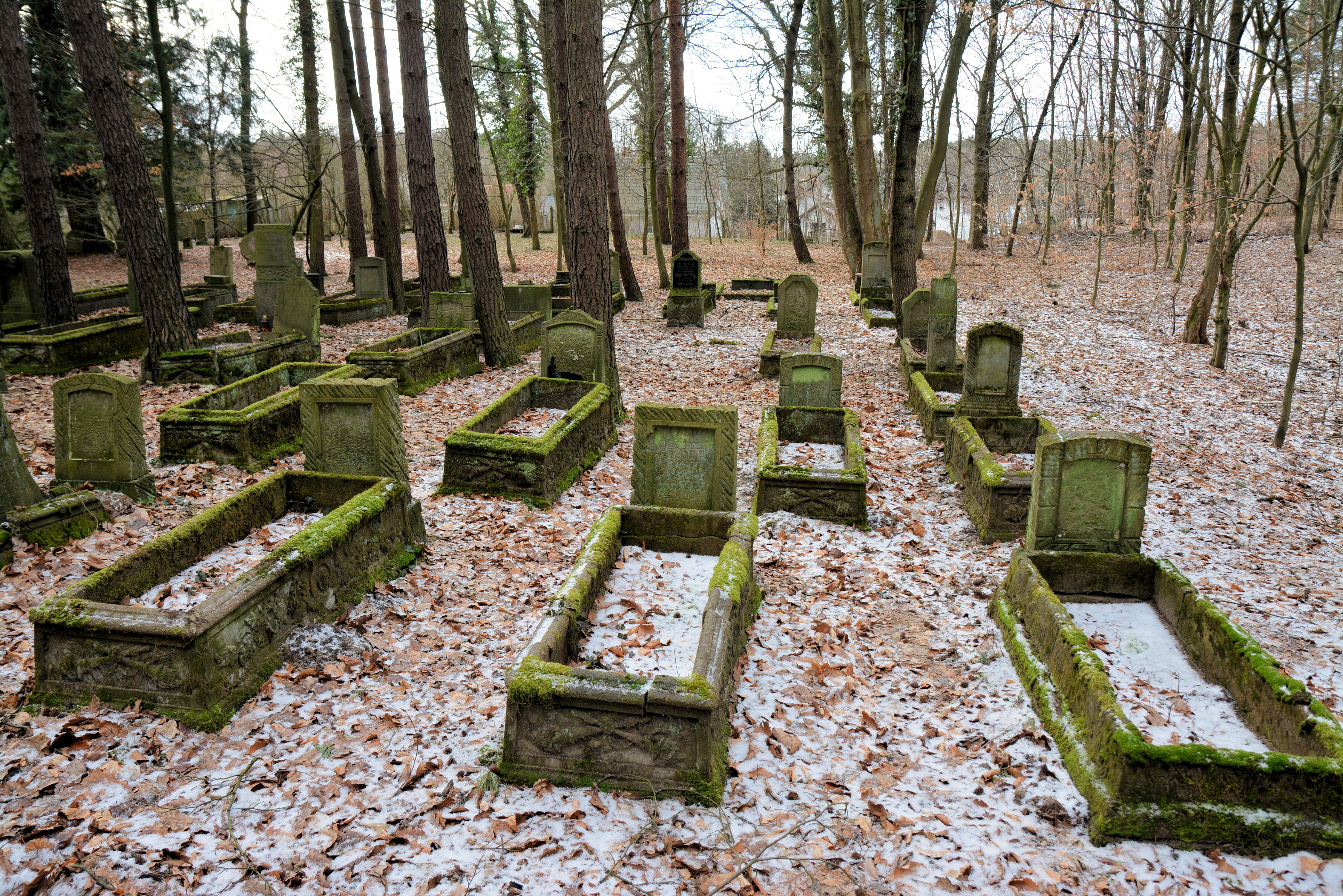
Reste des evangelischen Friedhofs aus der Zeit vor 1945 (Aufnahme 2015)

Die bis 1945 anwesende evangelische Kirchengemeinde der Waldkolonie Wollhaus war in Karzig eingepfarrt.